# Kawasaki Z 750
Die seit 2004 gebaute Z 750 ist ein sportliches Naked Bike des japanischen Herstellers Kawasaki mit 110 PS Spitzenleistung. Sie ist die kleine Schwester der Kawasaki Z 1000 und füllt mit ihren, bei aktuellen Naked-Bikes eher exotischen 748 cm³ Hubraum die Lücke zwischen den 600er-Modellen einerseits und den großen 1000ern andererseits. 2007 erschien eine neue Modellversion mit leicht geänderten technischen Daten und neuem Design. Zudem gab es in den Jahren 2005 und 2006 als Variante Z 750 S einen klassischen Sporttourer. Mit der Bezeichnung Z 750 lehnt sich Kawasaki an das Urmodell Kawasaki Z750 E aus dem Jahr 1980 an.

## 2004–2006 (intern ZR750J)
- Gemischaufbereitung wird durch eine zweite elektronisch geregelte Drosselklappe unterstützt
- 2-Wege-Katalysator (ungeregelt) / erfüllt Euro 2
- ab Modelljahr 2006 mit eingebauter Wegfahrsperre
- komplett digitale Instrumentenanzeige

### Motor
| Zündfolge (links nach rechts) | 1-2-4-3                                                                         |
| Gemischaufbereitung           | Kraftstoffeinspritzung, 34 mm Drosselklappen mit Sekundärklappen                |
| Zündanlage                    | Batterie-Spulen-Zündung (Transistorzündanlage)                                  |
| Zündzeitpunkt                 | elektronische Verstellung 10° vor OT bei 1.100/min bis 37° vor OT bei 5.800/min |
| Ölmenge                       | 3,8 l (trocken); 3,3l (mit Filterwechsel); 3,1l (ohne Filterwechsel)            |
| Öltyp                         | API SE, SF oder SG; API SH oder SJ mit JASO MA                                  |
| Ölviskosität                  | SAE 10W-40                                                                      |
| Kühlmittelmenge               | 2,9 l                                                                           |

### Getriebe
| Bauweise            | 6 Gänge                                         |
| Kupplungssystem     | mechanisch betätigte Mehrscheiben-Ölbadkupplung |
| Antriebssystem      | Kettenantrieb                                   |
| Primärübersetzung   | 1,714 (84/49)                                   |
| Sekundärübersetzung | 2,867 (43/15)                                   |
| Gesamtübersetzung   | 5,382 (höchster Gang)                           |
| Getriebeabstufung:  |                                                 |
| 1. Gang             | 2,571 (36/14)                                   |
| 2. Gang             | 1,941 (33/17)                                   |
| 3. Gang             | 1,555 (28/18)                                   |
| 4. Gang             | 1,333 (28/21)                                   |
| 5. Gang             | 1,200 (24/20)                                   |
| 6. Gang             | 1,095 (23/21)                                   |

### Elektrische Anlage
| Batterie                 | 12 V 8 Ah    |
| Scheinwerfer (Fernlicht) | 12 V 55 W H7 |
| Scheinwerfer (Fahrlicht) | 12 V 55 W H7 |
| LED-Rücklicht/Bremslicht | 0,5/3,8 W    |

### Farben
| 2004: | Ebony (Schwarz), Sunbeam Red (Rot), Oriental Blue (Blau)                    |
| 2005: | Ebony (Schwarz), Metallic Phantom Silver (Silber), Candy Plasma Blue (Blau) |
| 2006: | Ebony (Schwarz), Metallic Phantom Silver (Silber), Pearl Blazing Orange     |

## 2005–2006 Z750S (intern ZR750K)
Die Z 750 S verfügt über eine Cockpit-Verkleidung und eine durchgehende Sitzbank.
Tacho sowie Drehzahlmesser sind analog ausgeführt.
Die Technik entspricht der Z 750 (2004–2006).

### Farben
| 2005: | Metallic Spark Black (Schwarz), Pearl Magma Red (Rot), Candy Plasma Blue (Blau)             |
| 2006: | Metallic Spark Black (Schwarz), Galaxy Silver Type 2 (Silber), Candy Raw Plasma Blue (Blau) |

## 2007–2012 (intern ZR750L, mit ABS ZR750M)
Die nachfolgende Auflistung zeigt die wichtigsten Neuerungen der aktuellen Modellversion gegenüber der Baujahre 2004 bis 2006.
- Überarbeitetes Design – stärkerer Einsatz von Verkleidungsteilen aus Kunststoff, deutlich geänderte Frontmaske und Auspuffanlage, veränderte Farbgebung der sichtbaren Motor- und Rahmenteile.
- „Wave“-Bremsscheiben vorne und hinten.
- Überarbeiteter Rahmen mit seitlichem Motor-Hilfsrahmen aus Aluminium.
- Einstellbare Upside-Down-Gabel.
- Wahlweise mit ABS (in Deutschland ist nur die ABS-Version erhältlich).
- Drosselklappe im Auspuff zur Drehmomentsteigerung.
- 3 Nm mehr Drehmoment, 4 PS weniger Spitzenleistung, welche nun 500 Umdrehungen eher anliegt.
- Euro 3 mit G-Kat.
- Neu gestaltetes Cockpit – analoger Drehzahlmesser.
- die ABS-Version wiegt 4 kg mehr.

### Motor
| Zündfolge (links nach rechts) | 1-2-4-3                                                                         |
| Gemischaufbereitung           | Kraftstoffeinspritzung, 32 mm Drosselklappen mit Sekundärklappen                |
| Zündanlage                    | Batterie-Spulen-Zündung (Transistorzündanlage)                                  |
| Zündzeitpunkt                 | elektronische Verstellung 10° vor OT bei 1.100/min bis 37° vor OT bei 5.000/min |
| Ölmenge                       | 3,8 l (trocken); 3,3l (mit Filterwechsel); 3,2l (ohne Filterwechsel)            |
| Öltyp                         | API SE, SF oder SG; API SH, SJ oder SL mit JASO MA                              |
| Ölviskosität                  | SAE 10W-40                                                                      |
| Kühlmittelmenge               | 2,9 l                                                                           |

### Getriebe
| Bauweise            | 6 Gänge                                         |
| Kupplungssystem     | mechanisch betätigte Mehrscheiben-Ölbadkupplung |
| Antriebssystem      | Kettenantrieb                                   |
| Primärübersetzung   | 1,714 (84/49)                                   |
| Sekundärübersetzung | 2,867 (43/15)                                   |
| Gesamtübersetzung   | 5,382 (höchster Gang)                           |
| Getriebeabstufung:  |                                                 |
| 1. Gang             | 2,571 (36/14)                                   |
| 2. Gang             | 1,941 (33/17)                                   |
| 3. Gang             | 1,555 (28/18)                                   |
| 4. Gang             | 1,333 (28/21)                                   |
| 5. Gang             | 1,200 (24/20)                                   |
| 6. Gang             | 1,095 (23/21)                                   |

### Elektrische Anlage
| Batterie                 | 12 V 8 Ah    |
| Scheinwerfer (Fernlicht) | 12 V 55 W H7 |
| Scheinwerfer (Fahrlicht) | 12 V 55 W H7 |
| LED-Rücklicht/Bremslicht | 0,5/4,1 W    |

### Farben
| 2007: | Ebony (Schwarz), Atomic Silver (Silber), Candy Lime Green (Grün)                                                       |
| 2008: | Ebony (Schwarz), Metallic Ocean Blue (Blau), Pearl Wildfire Orange                                                     |
| 2009: | Candy Lime Green (Grün) / Metallic Diablo Black (Schwarz), Candy Imperial Blue (Blau), Metallic Diablo Black (Schwarz) |
| 2010: | Metallic Spark Black (Schwarz) / Pearl Stardust White (Weiß), Metallic Spark Black (Schwarz), Candy Sparkling Orange   |
| 2011: | Pearl Alpine White, Lime Green / Flat Ebony, Ebony                                                                     |
| 2012: | Pearl Stardust White, Metallic Spark Black, Candy Lime Green                                                           |

## 2011–2012 Z750R (intern ZR750N)
Die Z 750 R ist im Grunde eine Z 750 (2007–2012) mit einigen Verbesserungen im Bereich Federung und Bremsen.
Die vordere Bremsanlage besteht bei der Z 750 R aus 2 radial montierten Vierkolben-Festsätteln. Die Vordergabel ist in Zugstufe und Federbasis stufenlos einstellbar. Die Schwinge ist aus Aluminium gefertigt und ist leichter und 11 mm schmaler.
Optisch unterscheidet sich die Z 750 R durch kleine dreieckige Löcher links und rechts unter dem Frontscheinwerfer der Maske.

### Farben
| 2011: | Candy Lime Green, Flat Ebony           |
| 2012: | Candy Lime Green, Metallic Spark Black |

## Neuzulassungen in Deutschland

### Z750 (2007 bis 2012)
| Jahr | Quelle | Neuzulassungen |
| ---- | ------ | -------------- |
| 2012 | [ 1 ]  | 713            |
| 2011 | [ 2 ]  | 749            |
| 2010 | [ 3 ]  | 1.153          |
| 2009 | [ 4 ]  | 1.449          |
| 2008 | [ 5 ]  | 1.959          |

### Z750R (2011 bis 2012)
| Jahr | Quelle | Neuzulassungen |
| ---- | ------ | -------------- |
| 2012 | [ 6 ]  | 798            |
| 2011 | [ 7 ]  | 729            |